# La Cité des morts
Pour plus de détails, voir Fiche technique et Distribution.
La Cité des morts (titre original : The City of the Dead) est un film britannique réalisé par John Llewellyn Moxey, sorti en 1960.

## Synopsis
Une étudiante est envoyée par son professeur dans un village perdu faire des recherches sur des pratiques anciennes de sorcellerie. Arrivée dans son hôtel elle commence à entendre d'étranges bruits qui semblent provenir d'une trappe dans sa chambre.

## Fiche technique
- Titre original : The City of the Dead
- Titre français : La Cité des morts
- Réalisation : John Llewellyn Moxey
- Scénario : George Baxt, d'après une histoire de Milton Subotsky
- Production : Donald Taylor, Max Rosenberg, Seymour S. Dorner et Milton Subotsky
- Budget : 45 000 livres (66 000 euros)
- Musique : Douglas Gamley et Kenneth V. Jones
- Photographie : Desmond Dickinson
- Montage : John Pomeroy
- Direction artistique : John Blezard
- Pays d'origine : Royaume-Uni
- Format : Noir et blanc - 1,66:1 - Mono - 35 mm
- Genre : Horreur, thriller
- Durée : 78 minutes
- Dates de sortie : septembre 1960 (Royaume-Uni), 12 septembre 1961 (États-Unis)

## Distribution
- Dennis Lotis : Richard Barlow
- Christopher Lee : le professeur Alan Driscoll
- Patricia Jessel : Elizabeth Selwyn / Mme Newless
- Tom Naylor : Bill Maitland
- Betta St. John : Patricia Russell
- Venetia Stevenson : Nan Barlow
- Valentine Dyall : Jethrow Keane
- Ann Beach : Lottie
- Norman Macowan : le révérend Russell
- Fred Johnson : le vieillard
- James Dyrenforth : le garagiste
- Maxine Holden : Sue
- William Abney : le policier

## Autour du film
- Le tournage a débuté le 12 octobre 1959 et s'est déroulé aux studios de Shepperton.
- Un remake, titré Horror Hotel, est prévu pour 2008. Il s'agit du même titre que celui utilisé à l'époque de la distribution américaine de La Cité des morts.
- À la suite d'une négligence concernant ses droits d'exploitation, le film est définitivement entré dans le domaine public sur le territoire américain. De ce fait, une innombrable série de DVD, à la qualité de transfert souvent médiocre, a été éditée sous les labels les plus divers.

## DVD
Le film a fait l'objet d'une sortie sur le support DVD en France.
- La cité des morts (DVD-5 Keep Case) sorti le 5 avril 2006 chez Bach Films. Le ratio image est celui d'origine, à savoir en 1.66:1 panoramique 16:9. L'audio est en français (5.1) et en anglais mono sous-titré. En bonus la bande annonce originale. Il s'agit d'une édition Zone 2 Pal. ASIN B000F0H4CW